# Champfromier
Champfromier település Franciaországban, Ain megyében. Lakosainak száma 709 fő (2022. január 1.). Champfromier Belleydoux, Chézery-Forens, Giron, Montanges, Saint-Germain-de-Joux és La Pesse községekkel határos.

## Népesség
A település népességének változása:
| Lakosok száma | 428  | 332  | 440  | 606  | 713  | 735  | 729  | 735  | 726  | 709  |
|               | 1968 | 1982 | 1990 | 2006 | 2013 | 2015 | 2017 | 2019 | 2020 | 2022 |